# 瘠瘦马先蒿
瘠瘦马先蒿（学名：Pedicularis macilenta）是列当科马先蒿属的植物，是中国的特有植物。分布在中国大陆的四川、云南等地，生长于海拔2,900米的地区，常生于草丛中，目前尚未由人工引种栽培。